# Katia Hacène

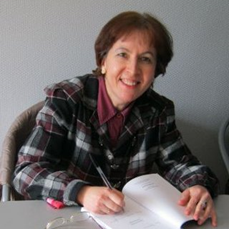
Katia Hacène lors d'une séance de dédicace en 2012

Katia Hacène est une auteure et ancienne journaliste d'origine algérienne.

## Biographie
Née à Alger le 28 juin 1961, Katia Hacène est issue d’une famille d'intellectuels, originaire de la Grande Kabylie (Algérie).
Après avoir suivi ses études primaires et secondaires au lycée français d'Alger (lycée Descartes), elle obtient un baccalauréat série philosophie-lettres. L'arabisation ne lui permettant pas d'intégrer l'Université des sciences sociales et humaines, elle opte sans enthousiasme pour une licence d'anglais.
En 1986, elle entreprend une carrière de journaliste polyvalente en langue anglaise et française au journal Horizons et dispense aussi quelques cours d'anglais.
En 1990, elle devient membre fondateur honoraire du quotidien francophone Le Soir d'Algérie où elle occupe un poste de chef de rubrique. Elle dirige, entre autres, Le club de l'amitié, page de communication et d'échanges entre lecteurs et avec les lecteurs.
Quelques années plus tard, elle s'établit en France où elle exerce dans le secteur social et anime des ateliers de langue anglaise. Elle s'engage également dans le bénévolat et se consacre à l'écriture.   
Penseur avant tout, sa philosophie de vie exprimée à travers "Des mots qui pansent les maux" lui vaut une certaine notoriété. 
En novembre 2023, elle annonce qu'elle cède l'intégralité du montant de ses droits d'auteur en Algérie au profit des plus démunis. 

## Œuvres

### Publications en Algérie
- Une vie en images (roman), éditions El Qobia, 2023  (ISBN 978-9931-807-38-4)
- Des mots qui pansent les maux, 1ère et 2ème séries (pensées et citations), éditions El Qobia, 2018  (ISBN 978-9931-460-50-3)
- Des mots qui pansent les maux, deuxième série (pensées et citations), éditions El Qobia, 2017  (ISBN 978-9931-460-35-0)
- L'étonnant voyage de Tarbilala (roman d'évasion), éditions El Qobia, 2017  (ISBN 978-9931-460-35-0)
- Des mots qui pansent les maux (pensées et citations), éditions La pensée, 2016  (ISBN 978-9931-355-57-1)
- Quand la bourrasque passe (roman), éditions El Quobia (ex-Dhakiret El Ouma), 2016  (ISBN 978-9931-460-24-4)
- Pour l'amour de l'écriture (roman), éditions El Quobia (ex-Dhakiret El Ouma), 2016  (ISBN 978-9931-460-13-8)
- La vie comme elle vient (poésie), éditions El Quobia (ex-Dhakiret El Ouma), 2016  (ISBN 978-9931-460-14-5)
- L'univers de l'enfant (textes illustrés pour la jeunesse), éditions El Quobia (ex-Dhakiret El Ouma), 2016  (ISBN 978-9931-460-22-0)
- Jusqu'au bout des flammes (roman), éditions El Quobia (ex-Dhakiret El Ouma), 2015  (ISBN 978-9931-460-18-3)
- Le destin de Narimane (roman), éditions El Quobia (ex-Dhakiret El Ouma), 2015  (ISBN 978-9931-460-17-6)

### Publications en France
- Des mots qui pansent les maux (pensées et citations), éditions Edilivre, 2015  (ISBN 9782332965073)
- Quand la bourrasque passe (roman), Éditions Édilivre, 2014,  (ISBN 978-2332817754)
- Pour l'amour de l'écriture (roman)[1], éditions Durand-Peyroles, 2011,  (ISBN 978-2915723601)
- La vie comme elle vient (poésie), éditions Aparis[3], 2007, puis Éditions Durand-Peyroles, 2010  (ISBN 978-2915723199)
- Jusqu'au bout des flammes (roman), 2009[3], Éditions Durand-Peyroles  (ISBN 9782915723106)
- Le destin de Narimane (roman), Éditions de La Lune[4], 2007[3],  (ISBN 978-2916735221), puis éditions Durand-Peyroles, 2010  (ISBN 978-2-915723-18-2)
- À tous les enfants du monde (poésie jeunesse), éditions Edilivre, 2008
- L'univers de l'enfance (poésie jeunesse), éditions Le manuscrit, 2005
- Soleil voilé (poésie), éditions Le manuscrit, 2005
- Tani (nouvelle), édition des écrivains, 2003